# Vol China Northwest Airlines 2119
Le 23 juillet 1993, le vol China Northwest Airlines 2119, un vol régional assuré par un BAe 146-300 de la compagnie China Northwest Airlines, reliant l'Aéroport de Yinchuan Xihuayuan (en), dans la région autonome du Ningxia, à l'aéroport international de Pékin s'écrase dans un lac alors qu'il tentait de décoller, faisant 55 victimes parmi les 113 personnes à bord. 

## Causes
Pendant le décollage sur la piste 36, l'avion atteint sa vitesse Vr (rotation) mais le nez ne se lève pas. Juste avant la rotation au décollage, le vérin des volets de l'aile droite est tombé en panne, provoquant la rentrée des volets. Les pilotes insistent et l'appareil finit par lever le nez, avec la queue frottant sur la piste, mais ne se soulève toujours pas du sol. Incapable de faire décoller l'avion, l'équipage n'a eu d'autre choix que d'interrompre le décollage. Cela a échoué cependant, et l'avion a fini par sortir de la piste, percuter un talus et finir sa course dans un lac. 
On soupçonne que l'équipage n'a pas vérifié si les volets étaient sortis correctement pour le décollage.